# 兰妃 (代国)
兰氏（?—?），西晋鲜卑索头部首领拓跋沙漠汗的次妃，正妻是封夫人。兰氏生下一个儿子：拓跋弗。拓跋弗虽然是庶出，却比嫡子拓跋猗盧早当上索头部的首领，拓跋弗的儿子拓跋鬱律、孙子拓跋什翼犍，都是索头部首领以及后来的代国重要领袖。拓跋什翼犍的孙子就是北魏道武帝拓跋珪。